# Wiesfleck
Wiesfleck (ungarisch Újrétfalu, Rétfalu; Romani Bisleka) ist eine Gemeinde mit 1207 Einwohnern (Stand 1. Jänner 2024) im Bezirk Oberwart im Burgenland in Österreich.

## Geografie

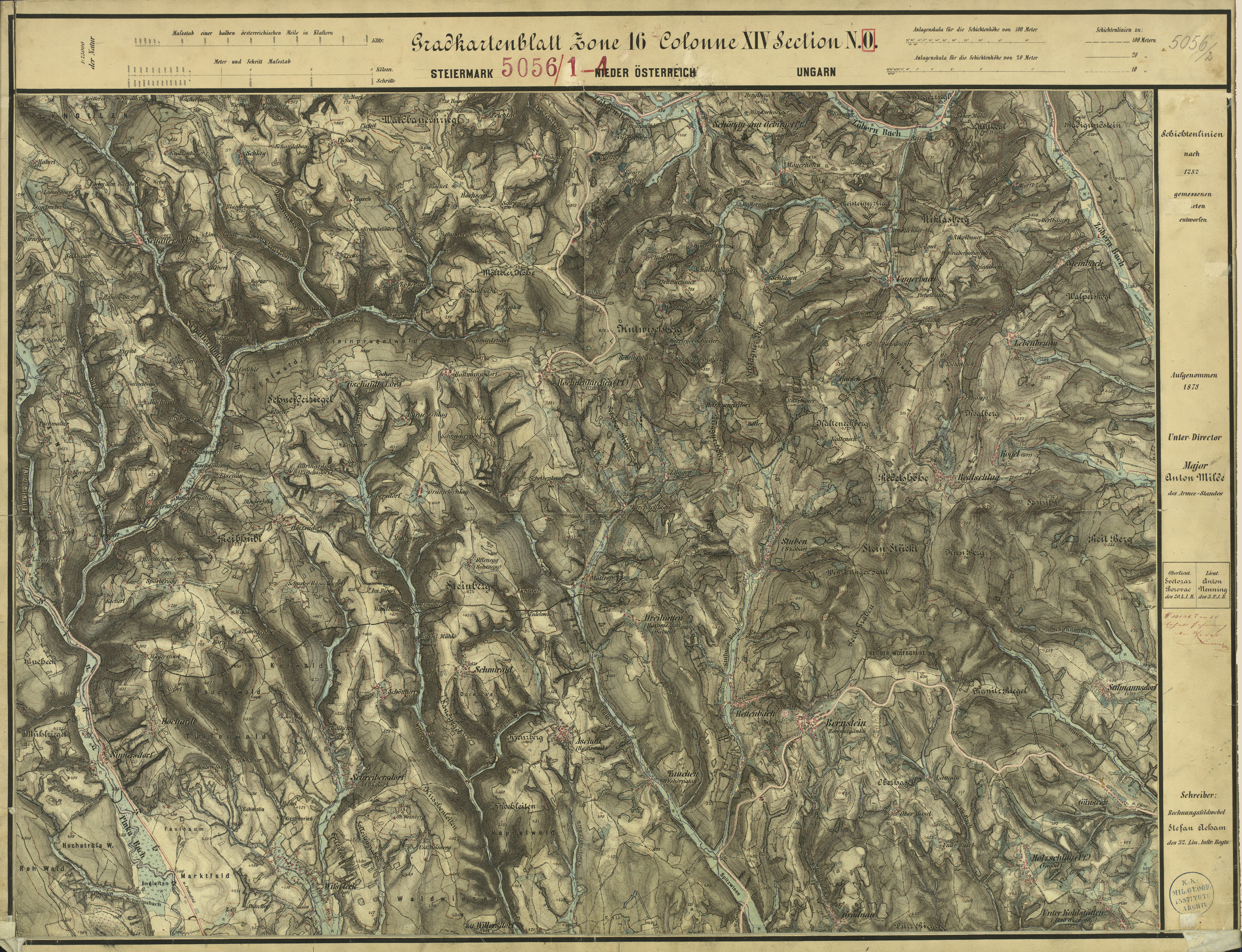
Wiesfleck (links unten) um 1878 (Aufnahmeblatt der Landesaufnahme)

Die Gemeinde liegt im Südburgenland.

### Gemeindegliederung
Das Gemeindegebiet umfasst folgende vier Ortschaften bzw. gleichnamige Katastralgemeinden (in Klammern Einwohnerzahl Stand 1. Jänner 2024):
- Schönherrn (80)
- Schreibersdorf (218)
- Weinberg im Burgenland (69)
- Wiesfleck (840)

## Geschichte
Der Ort gehörte wie das gesamte Burgenland bis 1921 zu Ungarn (Deutsch-Westungarn). Seit 1898 musste aufgrund der Magyarisierungspolitik der Regierung in Budapest der ungarische Ortsname Újrétfalu verwendet werden.
Nach Ende des Ersten Weltkriegs wurde nach zähen Verhandlungen Deutsch-Westungarn in den Verträgen von St. Germain und Trianon 1919 Österreich zugesprochen. Der Ort gehört seit 1921 zum neu gegründeten Bundesland Burgenland (siehe auch Geschichte des Burgenlandes).
Mit 1. Jänner 1971 wurden aufgrund des Gemeindestrukturverbesserungsgesetzes vom 1. September 1970 die zuvor selbständigen Gemeinden Schönherrn, Schreibersdorf, Weinberg im Burgenland und Wiesfleck zur Gemeinde Wiesfleck zusammengelegt.

## Kultur und Sehenswürdigkeiten

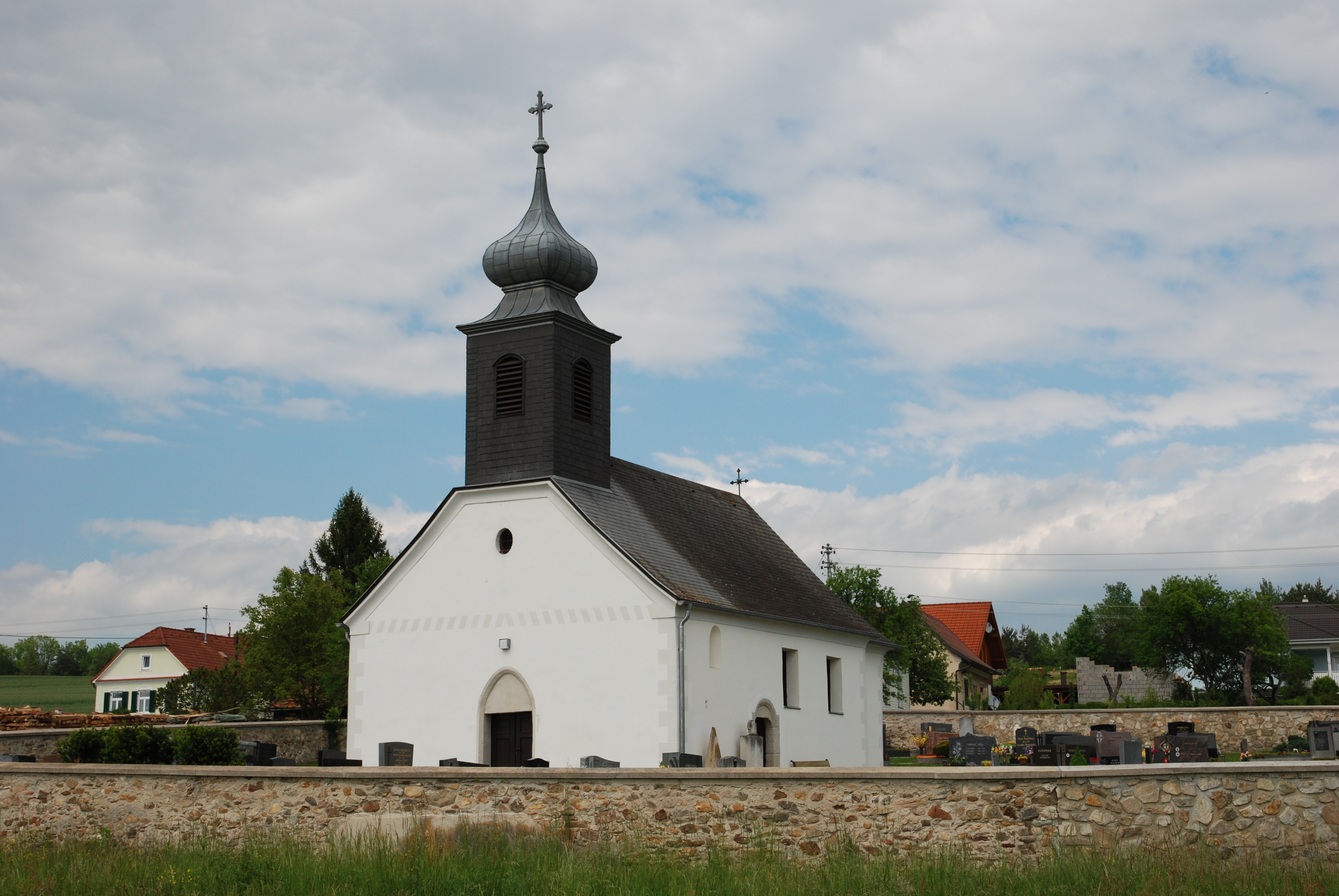
Filialkirche Wiesfleck

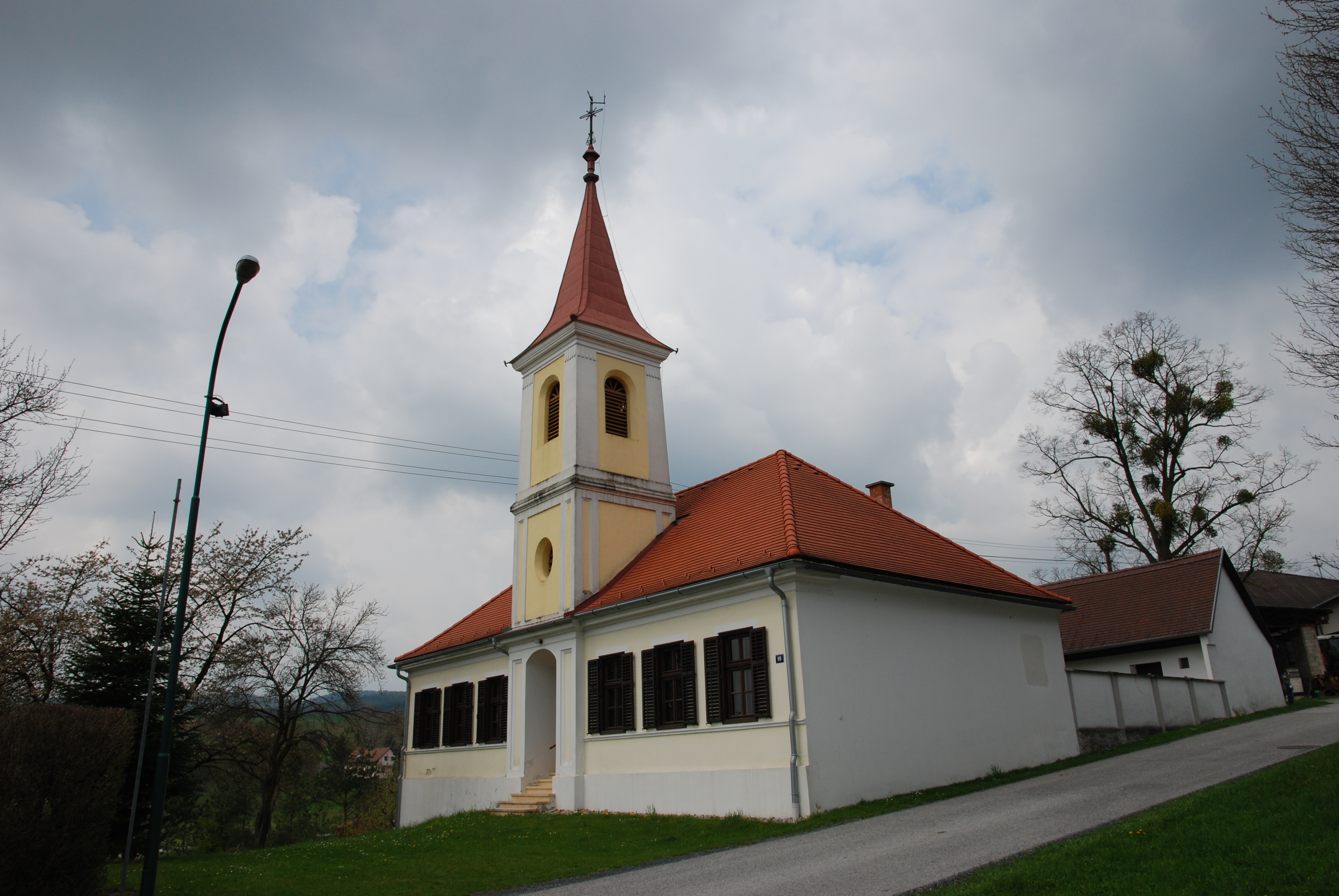
Turmschule Schreibersdorf

- Katholische Filialkirche Wiesfleck hl. Erhard
- Evangelische Turmschule Schreibersdorf

## Politik

### Gemeinderat
Der Gemeinderat umfasst aufgrund der Anzahl der Wahlberechtigten insgesamt 15 Mitglieder.
| Partei          | 2022    | 2022    | 2022    | 2017    | 2017    | 2017    | 2012             | 2012             | 2012             | 2007             | 2007             | 2007             | 2002    | 2002    | 2002    | 1997    | 1997    | 1997    |
| Partei          | Sti.    | %       | M.      | Sti.    | %       | M.      | Sti.             | %                | M.               | Sti.             | %                | M.               | Sti.    | %       | M.      | Sti.    | %       | M.      |
| --------------- | ------- | ------- | ------- | ------- | ------- | ------- | ---------------- | ---------------- | ---------------- | ---------------- | ---------------- | ---------------- | ------- | ------- | ------- | ------- | ------- | ------- |
| ÖVP             | 492     | 48,16   | 12      | 454     | 52,49   | 8       | 399              | 49,63            | 7                | 470              | 61,04            | 9                | 431     | 52,37   | 8       | 371     | 50,54   | 8       |
| SPÖ             | 320     | 37,83   | 7       | 349     | 40,35   | 6       | 405              | 50,37            | 8                | 300              | 38,96            | 6                | 363     | 44,11   | 7       | 294     | 40,05   | 6       |
| FPÖ             | 34      | 4,02    | 0       | 62      | 7,17    | 1       | nicht kandidiert | nicht kandidiert | nicht kandidiert | nicht kandidiert | nicht kandidiert | nicht kandidiert | 29      | 3,52    | 0       | 69      | 9,40    | 1       |
| Wahlberechtigte | 1045    | 1045    | 1045    | 980     | 980     | 980     | 952              | 952              | 952              | 932              | 932              | 932              | 969     | 969     | 969     | 969     | 969     | 969     |
| Wahlbeteiligung | 87,27 % | 87,27 % | 87,27 % | 92,96 % | 92,96 % | 92,96 % | 90,02 %          | 90,02 %          | 90,02 %          | 90,02 %          | 90,02 %          | 90,02 %          | 90,20 % | 90,20 % | 90,20 % | 91,44 % | 91,44 % | 91,44 % |

### Bürgermeister
Bürgermeister ist Christoph Krutzler (ÖVP). Nachdem Hans Brenner (ÖVP), der das Amt seit 16 Jahren innehatte, Anfang April 2016 erklärte, für eine weitere Periode nicht mehr zur Verfügung zu stehen, nominierte der Parteivorstand der ÖVP am 19. April 2017 den 26-jährigen Orts- und Gemeindeparteiobmann Christoph Krutzler zum Bürgermeister-Kandidaten. Bei der Bürgermeisterdirektwahl am 1. Oktober 2017 gewann Krutzler mit 58,44 % gegen den amtierenden Vizebürgermeister Markus Brenner (SPÖ), der gegenüber der letzten Wahl 2012 einen Verlust von 11,81 Prozentpunkten erlitt und auf 35,87 % kam. Für die FPÖ trat Ilse Jägerbauer an und erreichte 5,70 % der Stimmen.
Bei der Wahl 2022 wurde Christoph Krutzler mit 68,97 Prozent der Stimmen im Amt bestätigt.

## Persönlichkeiten

### Söhne und Töchter der Gemeinde
- Anita Gamauf (1962–2018), Ornithologin